# Betty Anyanwu-Akeredolu
Betty Anyanwu-Akeredolu (sinh năm 1953) là một nhà nuôi trồng thủy sản, nhà từ thiện và là đệ nhất phu nhân của bang Ondo ở Nigeria. Bà đã kết hôn với Thống đốc Oluwarotimi Odunayo Akeredolu. Bà là người sáng lập Hiệp hội Ung thư vú Nigeria.

## Sinh và giáo dục
Betty Anyanwu-Akeredolu sinh ngày 20 tháng 7 năm 1953, trong gia đình của Trưởng BUB và Nneoma Dora Anyanwu, ở Emablesiam, Owerri-West, ở bang Imo. Anyanwu-Akeredolu theo học tại Đại học Nigeria, Nsukka, nơi bà có bằng cử nhân khoa học về động vật học vào năm 1977. Bà có bằng thạc sĩ khoa học về nghề cá, chuyên ngành nuôi trồng thủy sản, từ Đại học Philippines Visayas tại thành phố Iloilo.

## Nghề nghiệp
Bà bắt đầu sự nghiệp của mình như một chuyên gia thủy sản khi làm việc với Bộ Thủy sản Liên bang. Bà đã nghỉ hưu năm 2005. Bà là một nông dân nuôi cá thương mại và cung cấp dịch vụ tư vấn thông qua công ty Aquatek Farms mạo hiểm của mình. Ngoài ra, bà đã có một bước đột phá vào chính trị từ năm 2007 và tích cực trong việc phân phối hiện tại (2017).

## Từ thiện và thiện nguyện
Năm 1997, cô được chẩn đoán mắc bệnh ung thư vú. Cô đã trải qua điều trị và sống sót. Cô bắt đầu tổ chức phi lợi nhuận, Hiệp hội Ung thư vú Nigeria (BRECAN)  để nâng cao nhận thức về căn bệnh này. Cô đã giành được giải thưởng công nhận công việc và cam kết của mình trong cuộc chiến chống ung thư vú ở Nigeria.
Cô cũng là một người ủng hộ phong trào Bring Back Our Girls.

## Cuộc sống cá nhân
Cô đã kết hôn với Oluwarotimi Odunayo Akeredolu, SAN. Họ có bốn đứa con và ba đứa cháu.